# 華爾街120號

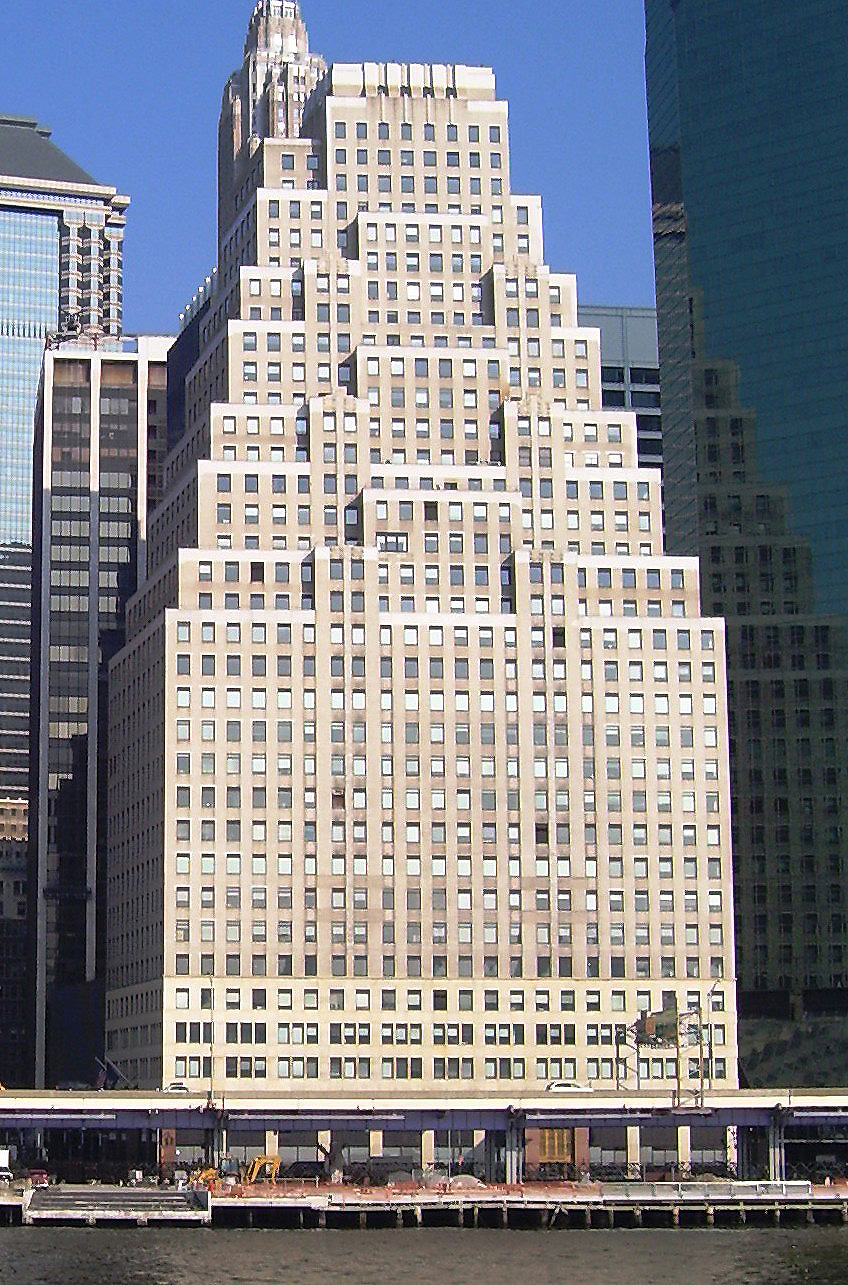

華爾街120號（120 Wall Street）是美國紐約市曼哈頓金融區的一座摩天大樓。這座建築竣工於1930年，高122公尺，有34層。建築的設計者是Buchman & Kahn的Ely Jacques Kahn。

## 外部連結
- About 120 Wall Street by Silverstein Properties （页面存档备份，存于）
- Emporis.com Building ID 115441 （页面存档备份，存于）
- Skyscraperpage.com - 120 Wall Street （页面存档备份，存于）
- 120 Wall Street （页面存档备份，存于）
- Images of 120 Wall Street by Silverstein Properties （页面存档备份，存于）